# Allopterus reticulatus
Allopterus reticulatus is een keversoort uit de familie winterkevers (Tetratomidae). De wetenschappelijke naam van de soort werd in 1883 gepubliceerd door Thomas Broun.